# DR-1 Dixmude
Il dirigibile LZ 114 era un dirigibile di tipo rigido, in servizio nella Aéronautique navale francese.
Con struttura in duralluminio e ricoperto in stoffa di cotone impermeabile, fu costruito dall'azienda tedesca Luftschiffbau Zeppelin di Friedrichshafen nei primi anni dieci per scopi militari. L'LZ 114 apparteneva alla classe L.70 della Kaiserliche Marine, la Marina Imperiale tedesca, con cui non entrò mai in servizio. Tale classe si componeva delle aeronavi da LZ 112 a LZ 114, progettate dall'ingegnere Ludwig Dürr.

## Storia del progetto
Il dirigibile LZ 114 (numerazione tattica per l'impiego presso la Kaiserliche Marine LZ 72) venne costruito nello stabilimento di Löwenthal dalla ditta Luftschiffbau Zeppelin di Friedrichshafen a partire dall'agosto 1918, ma la sua costruzione fu arrestata con la fine della prima guerra mondiale. In seguito agli accordi armistiziali il dirigibile venne ceduto, in conto riparazioni, alla Francia, e destinato alla Aéronautique navale.
L'aeronave, con la designazione LZ.72, volò per la prima volta il 9 luglio 1920.
Prima della consegna, su richiesta delle autorità francesi, sul dirigibile vennero apportate alcune modifiche, e successivamente l'aeronave fu trasferita da Friedrichshafen a Maubeuge, dove arrivò l'11 luglio dello stesso anno. La base per dirigibili di Maubeuge era attiva fin dal 1912, ma il suo hangar risultava troppo corto per potere contenere l'imponente aeronave, la più grossa mai immessa in servizio in Francia. Il 10 agosto i suoi governali vennero dipinti con i colori nazionali francesi e fu deciso il suo trasferimento presso la base della Marine nationale di Cuers-Pierrefeu, vicino a Tolone. La base era dotata di un enorme hangar per dirigibili, ricavato con diverse parti di hangar tedeschi messe insieme, ritrovate sul territorio dell'est della Francia. L'11 agosto, durante il volo di trasferimento, il dirigibile sorvolò lentamente la città di Parigi, passando sopra gli Champs-Elysées. La popolazione della città, preavvertita per l'occasione, si era riversata sulle strade per poterla ammirare.
L'aeronave giunse sulla verticale dell'aeroporto a pomeriggio inoltrato, e il suo comandante, tenente di vascello Jean du Plessis de Grenédan, per prudenza decise di non rischiare un atterraggio notturno, ma di mantenere l'aeronave in volo per tutta la notte. L'indomani mattina il dirigibile atterrò regolarmente, venendo parcheggiato all'interno del suo hangar. Ci si rese subito conto che per le manovre a terra si rendeva necessaria la presenza di tre o quattrocento soldati. Il 2 settembre avvennero le operazioni di rigonfiaggio del dirigibile per riprendere le operazioni di volo. Purtroppo i serbatoi, che dovevano contenere il pericoloso idrogeno, manifestarono delle perdite dovute alla presenza di pori e il dirigibile rimase bloccato a terra. 

### L'intitolazione
Il 4 settembre l'aeronave venne ufficialmente ribattezzata DR-1 Dixmude, in onore dei fucilieri di marina francesi morti durante la prima guerra mondiale per difendere il villaggio belga di Diksmuide. Si cercò di risolvere il problema delle perdite di idrogeno dai serbatoi, e il 15 settembre 1921 si effettuò un tentativo di gonfiaggio che abortì a causa delle pericolose perdite registrate.
Vennero allora ordinati alla ditta Zodiac dei nuovi serbatoi, ma dopo una prima serie di lavori emersero problemi con la colla adoperata, che risultava del tutto inadatta all'impiego. Furono effettuate alcune indagini e ci si rese conto che ciò era dovuto ad un atto di sabotaggio effettuato da uno sconosciuto ingegnere tedesco della società Zeppelin, e inoltre la tela con cui erano realizzati i serbatoi richiedeva un lungo processo di preparazione, e la sola società al mondo in grado di farlo era situata a Berlino.

## Tecnica
Si trattava di un dirigibile di tipo rigido, con struttura in duralluminio, ricoperto in stoffa di cotone impermeabile. L'idrogeno era contenuto in sedici celle, che avevano una capienza totale di 68 500 metri cubi.
La propulsione era affidata a sette motori Maybach MbIVa a 6 cilindri in linea raffreddati ad acqua, eroganti la potenza di 245 CV ciascuno, posizionati a coppie entro apposite gondole. Due gondole motori erano posizionate affiancate in posizione centrale, mentre una terza era posizionata sulla parte posteriore del dirigibile, in posizione centrale. Il settimo propulsore era posizionato nella parte posteriore della gondola principale. Essi azionavano eliche bipala lignee Jaray. I propulsori consentivano all'aeronave di raggiungere una velocità massima di circa 36,4 m/s. Tale velocità era solamente teorica, raggiungibile solo in particolari condizioni atmosferiche favorevoli.

## Impiego operativo
Fu solamente grazie all'ostinazione del comandante Du Plessis de Grénédan, che nel 1923 vennero installati i nuovi serbatoi e il Dixmude poté pienamente riprendere le attività di volo nell'agosto dello stesso anno. Il 6 luglio avvenne il primo volo di collaudo, che ebbe esito positivo. Il primo vero volo avvenne il 1º agosto, mentre tra il 9 ed il 10 agosto il dirigibile effettuò un volo di andata e ritorno dalla Corsica per complessive 23 ore e 20 minuti di volo. Tra il 30 agosto ed il 2 settembre effettuò una crociera Cuers-Algeria-Tunisia-Cuers volando per 50 ore e 20 minuti. Tra il 25 ed il 30 settembre, su decisione del suo comandante, avvenne il volo più impegnativo mai effettuato. L'aeronave decollò dalla sua base alle 7:55 del 25 settembre sorvolando Tolone e Marsiglia, per mettere la prora sulle isole Baleari. Il dirigibile raggiunse poi Algeri, Biserta, Gabès, la Sardegna, Lione, Tolone, Parigi, Lione, Marsiglia e ritorno a Cuers-Pierrefeu. Il dirigibile era rimasto in volo per un totale di 118 ore e 41 minuti, stabilendo il record del mondo di durata e distanza, 9.000 km. Tra il 17 ed il 19 ottobre fu effettuato un volo di collaudo sopra la Francia continentale della durata di 44 ore e 25 minuti. Tra il 23 ed il 24 novembre avvenne un nuovo volo, che a causa dell'incontro con una tempesta per poco non finì in tragedia. L'aeronave perse galleggiabilità precipitando verso il mare, e fu solo grazie alla perizia dell'equipaggio che il dirigibile, pur danneggiato, riuscì a salvarsi. A causa di ciò il comandante richiese l'installazione di numerosi miglioramenti, tra cui quella di una stazione radiogoniometrica, che fu prontamente installata.

### L'ultimo volo sul Sahara
Il 18 dicembre 1923, alle 6 del mattino, l'aeronave decollò da Cuers-Pierrefeu, attraversando il Mediterraneo e sorvolò Biserta alla 16:00. Il giorno 19, alle 7:00 sorvolò Ouargla, raggiungendo alle 16:30 In Salah mettendo poi la prora verso Algeri.
Il giorno 20, alle ore 8:00 sorvolò Touggourt proseguendo per Biskra, ma incontrò violenti venti provenienti da nord che procurò qualche apprensione nell'equipaggio. Alle 22:00 raggiunse la regione di Thala, in Tunisia. L'aeronave disponeva ancora di circa 36 ore di carburante e rinunciò a raggiungere Baraki, mettendo la prora verso il Mediterraneo. Oltrepassò la costa tunisina a Médenine, dirigendo verso la Sardegna.

#### La scomparsa
Il 21 dicembre la stazione radio di Algeri captò due messaggi: 1 h 21: Orage, e poi 2 h 08: Rentrons antenne à cause orage, e poi più nulla. Presumibilmente durante il viaggio di ritorno dalla Tunisia il Dixmude fu colpito da un fulmine e precipitò nel canale di Sicilia al largo di Sciacca, con la morte dei 50 uomini d'equipaggio.In occasione del volo infatti era stato imbarcato un equipaggio rinforzato, composto da quaranta membri d'equipaggio e 10 osservatori. Il corpo del comandante Du Plessis de Grénédan, fu trovato impigliato nelle reti da pescatori siciliani, e sbarcato a Sciacca il 26 dicembre 1923. Il suo orologio era fermo alle 2:27.
In memoria dello sfortunato equipaggio vennero eretti due monumenti. Il primo a Sciacca, sormontato dalla statua di Notre-Dame de Fourvière, fu inaugurato nel 1964 con una cerimonia italo-francese. Un altro monumento, altrettanto maestoso, venne eretto a Pierrefeu-du-Var, vicino a Tolone, dove il dirigibile era di stanza.

## Utilizzatori
Francia
- Aéronautique navale

### Annotazioni
1. ↑  Circa tre ore dopo la partenza.
2. ↑  Che significa Dirigeable rigide n.1.
3. ↑  Per un totale di 14 ore e 25 minuti di volo.
4. ↑  Oltre al comandante a bordo si trovavano 40 membri dell'equipaggio e nove passeggeri.
5. ↑  In quel momento una violenta tempesta stava investendo il Mediterraneo.

### Fonti
1. 1 2 3 4 5 6 7  Brooks 1992, p. 110.
2. ↑  Brooks 1992, p. 109.
3. ↑  Brooks 1992, p. 104.
4. 1 2 3 4 5  Le Fana de l'Aviation n.485, avril 2010, p. 28.
5. 1 2 3 4  Le Fana de l'Aviation n.485, avril 2010, p. 29.
6. ↑  Flight International 30 settembre 1920.
7. 1 2 3 4 5 6 7 8 9 10  Le Fana de l'Aviation n.485, avril 2010, p. 31.
8. ↑  Robinson 1980, p. 308.
9. 1 2 3  Flight International 11 ottobre 1923.
10. 1 2 3 4 5 6 7 8  Le Fana de l'Aviation n.485, avril 2010, p. 32.